# 567 (szám)
Az 567 (római számmal: DLXVII) egy természetes szám.

## A szám a matematikában
A tízes számrendszerbeli 567-es a kettes számrendszerben 1000110111, a nyolcas számrendszerben 1067, a tizenhatos számrendszerben 237 alakban írható fel.
Az 567 páratlan szám, összetett szám, kanonikus alakban a 34 · 71 szorzattal, normálalakban az 5,67 · 102 szorzattal írható fel. Tíz osztója van a természetes számok halmazán, ezek növekvő sorrendben: 1, 3, 7, 9, 21, 27, 63, 81, 189 és 567.
Az 567 négyzete 321 489, köbe 182 284 263, négyzetgyöke 23,81176, köbgyöke 8,27677, reciproka 0,0017637. Az 567 egység sugarú kör kerülete 3562,56607 egység, területe 1 009 987,481 területegység; az 567 egység sugarú gömb térfogata 763 550 535,3 térfogategység.